# Марцін Щигельський
Марцін Щигельський (пол. Marcin Szczygielski) — польський письменник, журналіст і графічний дизайнер. Для українських читачів відомий, насамперед, як автор підліткових романів «Ковчег часу», «За синіми дверима» і «Театр невидимих дітей».

## Біографія
Народився 28 травня 1972 року у Варшаві, Польща. Син актора Цезарія Щигельського та Івони Рач-Щигольської, одної з учасниць вокального жіночого гурту Filipinki. Має двох рідних братів — старшого Томаша та молодшого Войциха. Марцін Щигельський — відкритий гей. З 1994 року живе разом із публіцистом Томашем Рачеком.
Художній директор польського видання щомісячника «Плейбой» (1998—2000), креативний директор порталу Ahoj.pl (2000—2002), видавництва «Gruner+Jahr Polska» (проектував графічний дизайн для журналу «Gali») та Видавничого інституту «Маяк» (пол. Instytutu Wydawniczego Latarnik). Свої твори публікував на сторінках таких журналів як: «Плейбой», «Ньюсвік» та «Нова фантастика».
Як журналіст публікувався в тижневику «Навпростець» (пол. Wprost, рубрика Топ ТВ) та на сторінках журналу «Плейбой» (тексти про архітектуру та дизайн інтер'єру). У 2007—2008 роках обіймав посаду головного редактора місячника «Моє помешкання» (пол. Moje Mieszkanie). Також став співведучим програми «Кімнатна революція» (пол. Pokojowe rewolucje) на телеканалі «TVN».
2012 року став членом Товариства польських письменників. 13 квітня 2016 року нагороджений бронзовою медаллю «За заслуги в культурі Gloria Artis».

## Особисте життя
Щигельський є відкритим геєм і живе у Варшаві зі своїм партнером (з 1994 року) Томашем Рачеком, журналістом і кінокритиком.

### Для дорослих
- 2003 — PL-BOY. Dziewięć i pół tygodnia z życia pewnej redakcji — «ПЛ-БОЙ. Дев'ять та пів тижня з життя певної редакції» (роман);
- 2004 — Wiosna PL-BOYA. Życie seksualne oswojonych — «Весна ПЛ-БОЯ. Життя сексуально освоєних» (роман, продовження ПЛ-БОЯ
- 2004 — Kuchnia na ciężkie czasy — «Кухня на важкі часи» (кулінарна книжка);
- 2005 — Nasturcje i ćwoki. Kryminał romantyczny — «Настурції та цвяхи. Романтичний кримінал» (роман);
- 2006 — Farfocle namiętności — «Рештки пристрасті» (роман, продовження «Настурції та цвяхи»);
- 2007 — Berek — «Ярлик» (роман, перша частина «Хронік нерівності»)
- 2009 — Berek + — «Ярлик+» (видання доповнене театральною адаптацією повісті — «Ярлик, або привид у мохері»);
- 2009 — PL-BOY 2 — «ПЛ-БОЙ 2» (збірка, що містить романи «ПЛ-БОЙ» та «Весна ПЛ-БОЯ»);
- 2010 — Bierki — «Ярлики» (роман, друга частина «Хронік нерівності»);
- 2011 — Furie i inne groteski — «Фурії та інший гротеск» (збірка театральних п'єс);
- 2011 — Poczet Królowych Polskich — «Свита польських королів» (роман, на створення надихнув життєпис Іни Беніти);
- 2012 — Kallas, opowieść o przyjaźni Kaliny Jędrusik i Violetty Villas — «Каллас, повість про дружбу Калини Ендрусик та Віолетти Віллас» (театральна п'єса);
- 2013 — Filipinki — to my! Ilustrowana historia pierwszego polskiego girlsbandu — «Філіппінки — це ми. Ілюстрована історія першого польського гьорлз-бенду» (монографія про вокальний жіночий гурт Filipinki);
- 2014 — Sanato — «Санато» (роман);
- 2015 — Bingo — «Бінго» (повість, третя частина «Хронік нерівності»).

### Для дітей і молоді
- 2009 — Omega — «Омега» (фантастично-пригодницький роман);
- 2010 — Za niebieskimi drzwiami — «За синіми дверима» (фантастично-пригодницький роман);
- 2011 — Czarny Młyn — «Чорний млин» (фантастично-пригодницький роман);
- 2013 — Czarownica piętro niżej — «Чарівниця поверхом нижче» (фантастично-пригодницький роман)
- 2013 — Arka czasu, czyli wielka ucieczka Rafała od wtedy przez kiedyś do teraz i wstecz — « Ковчег часу або Велика втеча Рафала із колись крізь тоді в тепер і назад» (історико-пригодницький роман);
- 2014 — Tuczarnia motyli — «Ферма метеликів» (фантастично-пригодницький роман, продовження роману «Чарівниця поверхом нижче»);
- 2016 — Teatr Niewidzialnych Dzieci — «Театр невидимих дітей» (роман);
- 2016 — Klątwa dziewiątych urodzin — «Прокляття дев'ятого дня народження» (фантастично-пригодницький роман, продовження романів «Чарівниця поверхом нижче» та «Ферма метеликів»);
- 2017 — Serce Neftydy — «Серце Нефтиди» (космічна опера)[9]
- 2018 — Bez piątej klepki — «Без п'ятої клепки» (фантастично-пригодницький роман, четвертий том «Чарівниці поверхом нижче»)[10];
- 2018 — Weronika i zombie — «Вероніка і зомбі» (роман)[11]

## Переклади українською
- Марцін Щигельський. Ковчег часу. — Л. : Урбіно, 2016. — 232 с. — ISBN 978-966-2647-30-3.
- Марцін Щигельський. За синіми дверима. — Л. : Урбіно, 2017. — 232 с. — ISBN 978-966-2647-44-0, 978-83-63841-20-1.
- Марцін Щигельський. Театр Невидимих Дітей. — Л. : Урбіно, 2018. — 272 с. — ISBN 978-966-2647-53-2.